# 石田宏樹
石田 宏樹（いしだ あつき、1972年6月18日 - ）は、日本のデジタルアーキテクト、実業家。フリービット創業者・同代表取締役会長。トーンモバイル社長。

## 人物
佐賀県伊万里市生まれ、福岡県育ち。福岡教育大学附属福岡中学校、弘学館高等学校を経て、慶應義塾大学総合政策学部卒業。
高校時代にソニー創業者の盛田昭夫に手紙を送り、起業を勧められた事が契機となる。
大学在学中にコンテンツ制作などを手がける会社を立ち上げ、卒業後はドリーム・トレイン・インターネット設立に参画する。
2000年にフリービット・ドットコム（現；フリービット）を設立し、同社長に就任。2015年に会長に就任。
同年カルチュア・コンビニエンス・クラブとの合弁会社であるトーンモバイルを設立し、同社長に就任した。

## 略歴
- 1995年　学生時代に毎日新聞社と提携し投稿誌「ReSET」を創刊。
- 1996年　三菱電機系のプロバイダーサービス「ドリーム・トレイン・インターネット（DTI）」の立ち上げに参画。
- 2000年　フリービット・ドットコム（現；フリービット）を設立し、同社長に就任。
- 2007年　
  - 3月　フリービットが東証マザーズ市場に上場。
  - 9月　ドリーム・トレイン・インターネットをTOBにより子会社化。
- 2012年　新経済連盟監査役に就任[3]。
- 2013年　垂直統合型MVNOサービス「freebit mobile」提供開始。
- 2015年
  - 1月　トーンモバイル設立、同社長に就任[4][5]。
  - 2月　フリービット社長を退任、同社会長に就任。